# غالب بن محمد حامضي
الدكتور غالب محمد أبو القاسم حامضي أستاذ جامعي بجامعة ام القرى كلية الدعوة واصول الدين وعضو في هيئة كبار العلماء.

## المؤهلات
- البكالوريوس: 1404 هـ -المملكة العربية السعودية جامعة أم القرى، كلية الشريعة والدراسات الإسلامية - قسم الكتاب والسنة.
- الماجستير: 1409 هـ - جامعة أم القرى، كلية شريعة إسلامية - قسم كتاب وسنة. عنوان الرسالة (تحقيق: مشكاة الأنوار في فضائل النبي المختار عليه وآله الصلاة والسلام وشمائله )
- الدكتوراه: 1414 هـ - جامعة أم القرى، كلية شريعة إسلامية - قسم كتاب وسنة عنوان الرسالة (المرويات المسندة عند ابن كثير في تفسيره من كتب التفاسير المفقودة جمع ودراسة)

## الوظائف والمناصب[2]
- عضو هيئة كبار العلماء
- أستاذ:١٤٢٩ هـ، قسم الكتاب والسنة - كلية: الدعوة وأصول الدين- جامعة: أم القرى.
- معيد: 26-1-1405 هـ، قسم الكتاب والسنة - كلية: الدعوة وأصول الدين -جامعة: أم القرى.
- أستاذ مساعد: ١٤١٥ هـ، قسم الكتاب والسنة - كلية: الدعوة وأصول الدين -جامعة: أم القرى.
- أستاذ مشارك: ١٤١٩ هـ، قسم الكتاب والسنة - كلية: الدعوة وأصول الدين - جامعة: أم القرى النتاج العلمي
- عضو في وضع المناهج لقسم الكتاب والسنة الجمعيات .
- عضو الجمعية العلمية السعودية للقرآن الكريم وعلومه: من 1429 هـ إلى 1431 هـ
- (إشراف) : أكثر من ثلاثين رسالة ماجستير ودكتوراه داخل الجامعة وخارجها.
- (مناقشة) :أكثر من أربعين رسالة ماجستير ودكتوراه داخل الجامعة وخارجها
- وكيل كلية الدعوة وأصول الدين - من ٢٩/١١/١٤١٧ هـ إلى ١/٩/١٤٢٠ هـ.
- رئيس قسم الدعوة والثقافة الإسلامية - من ١٤١٥ هـ إلى ٢٨/١١/١٤١٧هـ.
- رئيس قسم الكتاب والسنة - من ٢٩/٨/١٤٢٨ هـ اللجان.
- عضو مجلس مركز الدراسات الإسلامية بمعهد البحوث العلمية: من ١٤١٩ هـ إلى 1432 هـ.
- عضو الهيئة للتوعية الإسلامية في الحج: 1422 هـ.
- عضو لجنة إرشاد السائل في الحرم المكي: 1430 هـ .
- عضو لجنة الترقيات في الكلية: 1430 هـ.
- رئيس لجنة سير الاختبارات عندما كنت وكيلا للكلية.
- عضو لجنة المقابلات الشخصية للماجستير والدكتوراه
- (تحكيم) :كثير من البحوث العلمية لنشرها في المجلات العلمية في جامعة أم القرى والجامعة الإسلامية.
- (تحكيم) بحوث للترقية العلمية إلى أستاذ وأستاذ مشارك داخل المملكة وخارجها المؤتمرات والندوات.

## تعينه عضو هيئة كبار العلماء[3][4]
أعيد تكوين هيئة كبار العلماء في 18 أكتوبر 2020 بأمر ملكي من الملك سلمان وتم تعين الدكتور غالب محمد أبو القاسم حامضي عضوا فيها